# Televisión de bajo nivel de luz
Televisión de bajo nivel de luz, conocida por sus siglas en inglés LLLTV (Low light level television), es un tipo de dispositivo de detección electrónica, normalmente una cámara CCD con un alcance de detección de frecuencia que se extiende por encima de las longitudes de onda de la luz "visible" normal (0,4 a 0,7 micrómetros), y dentro de onda corta infrarroja, normalmente hasta unos 1,0 a 1,1 micrómetros). Esto permite ver objetos con niveles de luz extremadamente bajos, donde no serían vistos por el ojo humano. Los dispositivos de LLLTV tienden a ser más asequibles que la cámaras de infrarrojos, que cubren normalmente el intervalo desde 3 a 5 µm (MWIR) o 8 a 12 µm (LWIR).